# Найроби (провинция)
Вижте пояснителната страница за други значения на Найроби.
Провинция Найроби е разположена в централната част на Кения. В нея е разположена столицата на страната - град Найроби. Провинцията е най-малка по площ - 684 км². Населението ѝ е над 2,1 млн. души според преброяването през 1999, и е изцяло градско. Разделена е на 3 района.